# Notomulciber notatus
Notomulciber notatus är en skalbaggsart som först beskrevs av Fisher 1936.  Notomulciber notatus ingår i släktet Notomulciber och familjen långhorningar. Inga underarter finns listade i Catalogue of Life.